# Portia jianfeng
Portia jianfeng är en spindelart som beskrevs av Song D., Zhu M. 1998. Portia jianfeng ingår i släktet Portia och familjen hoppspindlar. Inga underarter finns listade i Catalogue of Life.